# Власов Віктор Петрович
Ві́ктор Петро́вич Вла́сов (нар. 7 листопада 1936, м. Шилка, Читинська область, Російська РФСР) — радянський і український баяніст, композитор, педагог. Професор (1993). Заслужений діяч мистецтв України (1996).

## Життєпис
У 1955 році закінчив Білгород-Дністровську музичну школу (клас баяна А. Я. Савінкова), а в 1963 році — Львівську консерваторію (клас баяна професора М. Оберюхтіна).
У 1955—1963 рр. був  солістом Одеської обласної філармонії. 
У 1963—1965 рр. — викладач по класу баяна в Одеському культурно-освітньому училищі. 
З 1965 р. — викладач (з 1972 — старший викладач) по класу баяна, 1981 — доцент, з 1993 — професор (у 1974—1982 — завідувач кафедри народних інструментів) Одеської консерваторії ім. А. В. Нежданової. Автор наукових і методичних праць, підручників.
За роки роботи підготував понад 100 фахівців, багато з яких стали лауреатами національних і міжнародних конкурсів та  відзначені почесними званнями: І. Себов, В. Москалюк, В. Лазіч (Югославія), А. Серков, А. Барсан, І. Комлев, С. Брикайло, М. Самсонов.
Член Національної спілки кінематографістів України (1991), Національної спілки композиторів України (1992).

## Творчість
Автор опер, понад 200 музичних творів для баяна(«П’ять поглядів на країну ГУЛАГ», 1991), оркестру народних інструментів («Дорога до Бабиного Яру», 1996), камерно-оркестрових опусів; музики до художніх і документальних фільмів, театральних вистав, пісень та романсів на вірші Т. Шевченка, В. Стуса, В. Симоненка, Л. Костенко.
Лауреат Республіканського конкурсу на кращий твір для народних інструментів (Київ, 1977).

##### Опери
- «Снігова королева» (2000, лібрето Р. Розенберг за однойменною казкою Г.-К. Андерсена)
- «Білі троянди» (2003, лібрето Р. Бродавка за новелою С. Цвейґа «Лист незнайомки»)
- «Гранатовий браслет» (лібрето Р. Розенберг за повістю О. Купріна)

Музична комедія «Блиск і злидні Молдаванки» (за п'єсою Г. Голубенка)

##### Фільмографія
Автор музики до кінофільмів Одеської кіностудії:
- «Продавець повітря» (1967)
- «Зухвалість» (1971, у співавт.)
- «Легка вода» (1972)
- «Причал» (1973)
- «Подорож місіс Шелтон» (1975)
- «Порт» (1975)
- «У нас новенька» (1977, к/м)
- «Жіночі радощі й печалі» (1982)
- «Екіпаж машини бойової» (1983)
- «І повториться все...» (1984)
- «Дій за обставинами!» (1984)
- «...а кулька летить» (1987, к/м)
- «Одна неділя» (1988)
- «Гу-га» (1989)
- «Навіки — дев'ятнадцятирічні» (1989)
- «Повітряний поцілунок» (1991, студія «XXI ВЕК»)
- «Тринь-бринь» (1994, Росія—Україна) та ін.

##### Праці
- Власов В. П. Методика работы баяниста над полифоническими произведениями. — Москва, 2004. — 104 с. (рос.)
- Власов В. П. Школа джаза на баяне и аккордеоне: Учебное пособие. — Одеса: Астопринт, 2008. — 160 с. (рос.)
- Власов В. П. Становлення баянної композиторської школи в Україні. — К., 2003.